# Olympische Sommerspiele 2012/Schwimmen – 100 m Rücken (Männer)
Der Wettbewerb über 100 Meter Rücken der Männer bei den Olympischen Spielen 2012 in London wurde am 29. und 30. Juli 2012 im London Aquatics Centre ausgetragen. 43 Athleten nahmen daran teil.
Es fanden sechs Vorläufe statt. Die 16 schnellsten Schwimmer aller Vorläufe qualifizierten sich für die zwei Halbfinals, die am selben Tag ausgetragen wurden. Auch hier qualifizierten sich die Finalteilnehmer über die acht schnellsten Zeiten beider Halbfinals.
Abkürzungen: WR = Weltrekord, OR = olympischer Rekord, NR = nationaler Rekord, PB = persönliche Bestleistung, JWB = Jahresweltbestzeit

## Bestehende Rekorde
| Weltrekord         | Aaron Peirsol ( Vereinigte Staaten) | 51,94 s | Indianapolis, USA           | 8. Juli 2009    |
| Olympischer Rekord | Aaron Peirsol ( Vereinigte Staaten) | 52,54 s | Peking, Volksrepublik China | 12. August 2008 |

## Titelträger
| Olympiasieger     | Aaron Peirsol ( Vereinigte Staaten)                 | 52,54 s | Peking 2008   |
| Weltmeister       | Camille Lacourt Jérémy Stravius beide ( Frankreich) | 52,76 s | Shanghai 2011 |
| Europameister     | Aristeidis Grigoriadis ( Griechenland)              | 53,86 s | Debrecen 2012 |
| Deutscher Meister | Jan-Philip Glania                                   | 53,50 s | Berlin 2012   |

## Vorlauf

### Vorlauf 1
29. Juli 2012
| Platz | Name             | Nation    | Zeit    | Anmerkung |
| ----- | ---------------- | --------- | ------- | --------- |
| 1     | Bradley Ally     | Barbados  | 56,27 s |           |
| 2     | Heshan Unamboowe | Sri Lanka | 57,94 s |           |
| 3     | Zane Jordan      | Sambia    | 58,77 s |           |

### Vorlauf 2
29. Juli 2012
| Platz | Name               | Nation              | Zeit    | Anmerkung |
| ----- | ------------------ | ------------------- | ------- | --------- |
| 1     | George Bovell      | Trinidad und Tobago | 55,22 s | NR        |
| 2     | Omar Pinzón        | Kolumbien           | 55,37 s |           |
| 3     | Pedro Medel        | Kuba                | 55,40 s | NR        |
| 4     | Oleksandr Issakow  | Ukraine             | 55,43 s |           |
| 5     | Park Seon-gwan     | Südkorea            | 55,51 s |           |
| 6     | Alexander Tarabrin | Kasachstan          | 55,55 s |           |
| 7     | I Gede Sudartawa   | Indonesien          | 55,99 s |           |
| 8     | Federico Grabich   | Argentinien         | 56,56 s |           |

### Vorlauf 3
29. Juli 2012
| Platz | Name                 | Nation         | Zeit    | Anmerkung |
| ----- | -------------------- | -------------- | ------- | --------- |
| 1     | Pawel Sankowitsch    | Belarus        | 54,53 s | NR        |
| 2     | Marco Di Tora        | Italien        | 54,70 s |           |
| 3     | Chris Walker-Hebborn | Großbritannien | 54,78 s |           |
| 4     | He Jianbin           | China          | 54,81 s |           |
| 5     | Richárd Bohus        | Ungarn         | 54,64 s |           |
| 6     | Lavrans Solli        | Norwegen       | 55,00 s |           |
| 7     | Mathias Gydesen      | Dänemark       | 55,31 s |           |
| 8     | Daniel Bell          | Neuseeland     | 55,53 s |           |

### Vorlauf 4
29. Juli 2012
| Platz | Name                    | Nation             | Zeit    | Anmerkung |
| ----- | ----------------------- | ------------------ | ------- | --------- |
| 1     | Nick Thoman             | Vereinigte Staaten | 53,48 s |           |
| 2     | Helge Meeuw             | Deutschland        | 53,83 s |           |
| 3     | Wladimir Morosow        | Russland           | 54,01 s |           |
| 4     | Aschwin Wildeboer Faber | Spanien            | 54,36 s |           |
| 5     | Bastiaan Lijesen        | Niederlande        | 54,88 s |           |
| 6     | Yakov Toumarkin         | Israel             | 54,91 s |           |
| 7     | Juan Miguel Rando       | Spanien            | 54,93 s |           |
| 8     | Daniel Orzechowski      | Brasilien          | 55,16 s |           |

Morosow hatte sich für das Halbfinale qualifiziert, verzichtete aber auf eine weitere Teilnahme. Da das Halbfinale kurz vor dem Finale der 4-mal-100-Meter-Freistilstaffel stattfand, konzentrierte sich Morosow auf seine Finalteilnahme in der Staffel, mit der er die Bronzemedaille gewann.

### Vorlauf 5
29. Juli 2012
| Platz | Name                   | Nation         | Zeit    | Anmerkung |
| ----- | ---------------------- | -------------- | ------- | --------- |
| 1     | Camille Lacourt        | Frankreich     | 53,51 s |           |
| 2     | Liam Tancock           | Großbritannien | 53,86 s |           |
| 3     | Arkadi Wjattschanin    | Russland       | 54,01 s |           |
| 4     | Jan-Philip Glania      | Deutschland    | 54,07 s |           |
| 5     | Charles Francis        | Kanada         | 54,08 s |           |
| 6     | Aristeidis Grigoriadis | Griechenland   | 54,52 s |           |
| 7     | Marcin Tarczyński      | Polen          | 55,06 s |           |
| 8     | Benjamin Stasiulis     | Frankreich     | 55,36 s |           |

### Vorlauf 6
31. Juli 2012
| Platz | Name             | Nation             | Zeit    | Anmerkung |
| ----- | ---------------- | ------------------ | ------- | --------- |
| 1     | Matt Grevers     | Vereinigte Staaten | 52,92 s |           |
| 2     | Cheng Feiyi      | China              | 53,22 s | NR        |
| 3     | Ryōsuke Irie     | Japan              | 53,56 s |           |
| 4     | Nick Driebergen  | Niederlande        | 53,62 s | NR        |
| 5     | Hayden Stoeckel  | Australien         | 53,88 s |           |
| 6     | Gareth Kean      | Neuseeland         | 54,26 s |           |
| 7     | Daniel Arnamnart | Australien         | 54,28 s |           |
| 8     | Charl Crous      | Südafrika          | 55,37 s |           |

## Halbfinale

### Lauf 1
29. Juli 2012
| Platz | Name                   | Nation         | Zeit    | Anmerkung |
| ----- | ---------------------- | -------------- | ------- | --------- |
| 1     | Camille Lacourt        | Frankreich     | 53,03 s |           |
| 2     | Liam Tancock           | Großbritannien | 53,25 s |           |
| 3     | Cheng Feiyi            | China          | 53,50 s |           |
| 4     | Arkadi Wjattschanin    | Russland       | 53,79 s |           |
| 5     | Nick Driebergen        | Niederlande    | 53,81 s |           |
| 6     | Aristeidis Grigoriadis | Griechenland   | 54,20 s |           |
| 7     | Charles Francis        | Kanada         | 54,42 s |           |
| 8     | Daniel Arnamnart       | Australien     | 54,48 s |           |

### Lauf 2
29. Juli 2012
| Platz | Name                    | Nation             | Zeit    | Anmerkung |
| ----- | ----------------------- | ------------------ | ------- | --------- |
| 1     | Matt Grevers            | Vereinigte Staaten | 52,66 s |           |
| 2     | Ryōsuke Irie            | Japan              | 53,29 s |           |
| 3     | Nick Thoman             | Vereinigte Staaten | 53,47 s |           |
| 4     | Helge Meeuw             | Deutschland        | 53,52 s |           |
| 5     | Hayden Stoeckel         | Australien         | 53,72 s |           |
| 6     | Jan-Philip Glania       | Deutschland        | 53,90 s |           |
| 7     | Aschwin Wildeboer Faber | Spanien            | 53,99 s |           |
| 8     | Gareth Kean             | Neuseeland         | 54,00 s |           |

## Finale
30. Juli 2012, 19:58 Uhr MEZ
| Platz | Name            | Nation             | Zeit    | Anmerkung |
| ----- | --------------- | ------------------ | ------- | --------- |
| 1     | Matt Grevers    | Vereinigte Staaten | 52,16 s | OR        |
| 2     | Nick Thoman     | Vereinigte Staaten | 52,92 s |           |
| 3     | Ryōsuke Irie    | Japan              | 52,97 s |           |
| 4     | Camille Lacourt | Frankreich         | 53,08 s |           |
| 5     | Liam Tancock    | Großbritannien     | 53,35 s |           |
| 6     | Helge Meeuw     | Deutschland        | 53,48 s |           |
| 7     | Hayden Stoeckel | Australien         | 53,55 s |           |
| 8     | Cheng Feiyi     | China              | 53,77 s |           |